# Week-end
Week-end este un film românesc din 1967 regizat de Liviu Ghigorț.